# (4515) Khrennikov
(4515) Khrennikov est un astéroïde de la ceinture principale.

## Description
(4515) Khrennikov est un astéroïde de la ceinture principale. Il fut découvert le 28 septembre 1973 à Naoutchnyï par Nikolaï Tchernykh. Il présente une orbite caractérisée par un demi-grand axe de 2,41 UA, une excentricité de 0,15 et une inclinaison de 2,0° par rapport à l'écliptique.
Cet astéroïde est nommé en l'honneur du compositeur soviétique et russe Tikhon Khrennikov (1913-2007).

## Compléments